# Beau Garrett

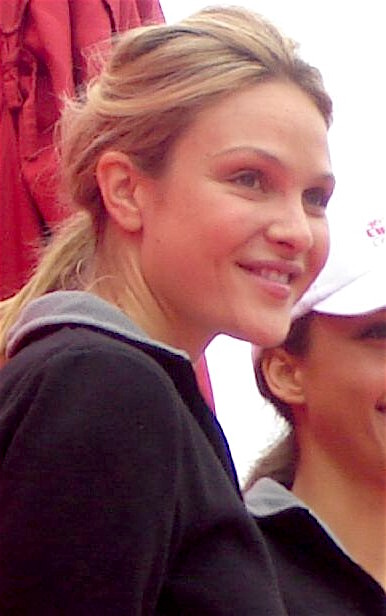
Beau Garrett (2007)

Beau Jessie Garrett (* 28. Dezember 1982 in Beverly Hills, Kalifornien) ist eine US-amerikanische Schauspielerin und Model. Die 1,78 m große Amerikanerin steht derzeit zusammen mit Halle Berry und Eva Mendes bei der Kosmetikfirma Revlon unter Vertrag.

## Leben
Garrett wuchs in Topanga, Kalifornien auf, wo sie mit ihren Eltern und ihrer älteren Schwester lebte.
Sie wurde in einem Einkaufszentrum von einem Modelscout entdeckt.

## Filmografie (Auswahl)
- 2006: Turistas
- 2007: Live!
- 2007: Fantastic Four: Rise of the Silver Surfer
- 2008: Ivory
- 2008: Verliebt in die Braut (Made of Honor)
- 2010: Dr. House (House M.D., Folge 6x12 Reue)
- 2010: Tron: Legacy
- 2010: Criminal Minds (Fernsehserie, Folge 5x18 Kampf ums Überleben)
- 2010: The Glades (Fernsehserie, Folge 1x02 Flug und Fall)
- 2011: Criminal Minds: Team Red (Criminal Minds: Suspect Behavior, 13 Folgen)
- 2011: CSI: NY (Fernsehserie, drei Folgen)
- 2011: Chuck (Fernsehserie, Folge 5x05 Chuck gegen das Kollektiv)
- 2012: Freelancers
- 2013: Diving Normal
- 2014: Lust for Love
- 2014: Glee (Fernsehserie, Folge 5x20 The Untitled Rachel Berry Project)
- 2014–2017: Girlfriends’ Guide to Divorce (Fernsehserie, 39 Folgen)
- 2015: Knight of Cups
- 2016: Longmire (Fernsehserie, 2 Folgen)
- 2017–2018, 2020: The Good Doctor (Fernsehserie, 16 Folgen)
- 2019: Capsized – Blood in the Water (Fernsehfilm)
- 2019: The Rookie (Fernsehserie, Folge 1x12 Heartbreak)
- 2021–2023: Immer für dich da (Firefly Lane, Fernsehserie, 24 Folgen)